# May Allison
May Allison (14 de junio de 1890 - 27 de marzo de 1989) fue una actriz teatral y cinematográfica de estadounidense, una de las de mayor fama de su país en la época inicial del cine mudo.

## Biografía
Nacida en Rising Fawn, Georgia, era la más joven de los cinco hijos del Dr. John Simon Allison y de Nannie Virginia Wise. 
Allison debutó como actriz teatral en el circuito de Broadway en 1914 con la producción Apartment 12-K, iniciando después su carrera cinematográfica en Hollywood, California. Su primer papel en la gran pantalla fue el de una ingenua en el film de 1915 de Theda Bara A Fool There Was. 
Cuando ese mismo año Allison fue elegida para trabajar con Harold Lockwood en la cinta romántica dirigida por Allan Dwan David Harum, el público quedó enamorado de la pareja, por lo cual ambos intérpretes iniciaron una fructífera colaboración cinematográfica. Posiblemente formaron el primer "dúo romántico" célebre de la gran pantalla, aunque ambos actores nunca mantuvieron una relación sentimental en la vida real. En total actuaron juntos en unas 25 cintas de éxito en los años de la Primera Guerra Mundial. Las populares películas románticas de Allison y Lockwood finalizaron, sin embargo, cuando en 1918 Lockwood falleció a causa de la pandemia de gripe de 1918. A partir de entonces la carrera de Allison perdió fuerza.
A pesar de ello, Allison siguió actuando en el cine en la década de 1920, aunque nunca consiguió los mismos resultados que cuando actuaba junto a Harold Lockwood. Su última película antes de retirarse fue la producción de 1927 The Telephone Girl, en la que trabajaban Madge Bellamy y Warner Baxter.
En 1920 Allison se casó con el actor y guionista Robert Ellis, divorciándose ambos en 1923. La actriz se casó después con el editor de la revista Photoplay, James Quirk, una unión que duró hasta 1932. El tercer matrimonio de Allison, con Carl Norton Osborne, duró más de cuarenta años, hasta la muerte de él en 1982.
En sus últimos años May Allison pasó la mayor parte de su tiempo en una propiedad en Tucker's Town, Bermudas y estuvo vinculada a la Orquesta Sinfónica de Cleveland, Ohio. Falleció a causa de un fallo respiratorio en Bratenahl (Ohio) en 1989. Tenía 98 años de edad. Fue enterrada en el Cementerio Gates Mills South de Gates Mills (Ohio).